# Xili (plat)
El xili amb carn, sovint anomenat xili, és un guisat propi de la gastronomia tex-mex. Té fama arreu dels Estats Units, però es considera particularment emblemàtic de Texas. Consisteix en una varietat de bitxo guisat amb carn de bou i adobat amb all, ceba i comí. Sovint s'hi afegeixen tomàquets o mongetes. Normalment es fa amb bitxos assecats o una combinació de bitxos assecats i frescos. La varietat de bitxo que es fa servir contribueix a donar un sabor característic a cada recepta. Els entusiastes discuteixen sobre l'autenticitat de les diverses variants del plat, siguin preferències personals o versions particulars de determinades zones geogràfiques. El xili entra com a ingredient en altres plats. Es fan concursos per veure qui cuina el millor xili.

## Origen
Els colons americans de Texas menjaven xili elaborat amb carn assecada, sèu, bitxos assecats i sal, tot combinat i amassat en un totxo que es podia bullir en olles plenes d'aigua damunt d'una foguera. El plat es va fer molt típic a Texas i es va introduir a la resta del país a partir de l'Exposició Universal del 1893 a Chicago, on es va servir en una parada anomenada San Antonio Chili Stand. En aquest moment, San Antonio era potser el lloc on més xili es menjava. El venien pel carrer unes dones mexicanes anomenades "reines del xili", fins que, als anys trenta del segle xx, una norma que equiparava els venedors ambulants i els restaurants va fer impossible la venda de menjar al carrer. Avui dia es recrea la feina de les "reines del xili" durant una festa anual.
A principis del segle XX tenien fama els petits restaurants especialitzats en la cuina del xili a Texas i als altres estats del sud-oest dels Estats Units, que el preparaven segons una recepta secreta. Els turistes que visitaven Texas i els emigrants va escampar la popularitat d'aquest plat a la resta del país, i abans de la Segona Guerra Mundial van aparèixer restaurants especialitzats arreu dels Estats Units.

## Variacions

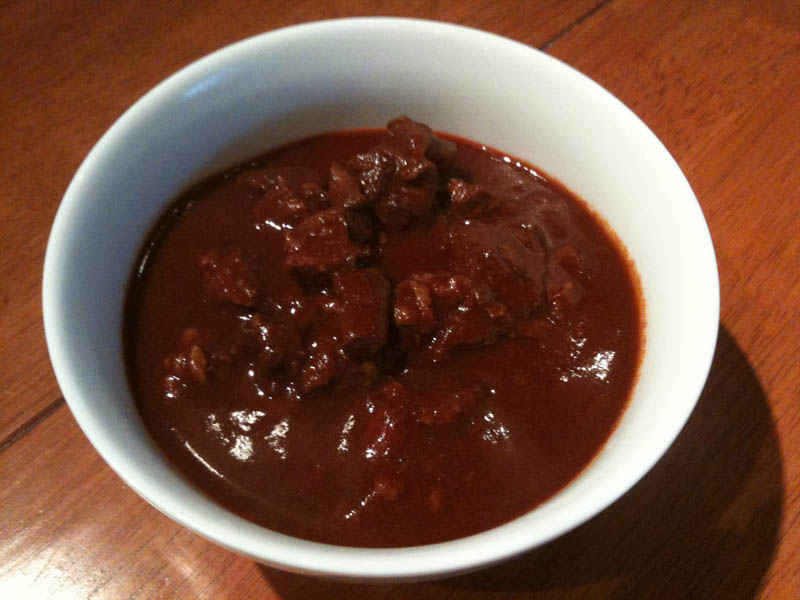
Xili texà, sense mongetes.

El xili té moltes variants i els fans discuteixen sobre quins ingredients es poden afegir al xili autèntic, sobretot tomàquet i mongetes. El xili texà es fa sense mongetes, i a vegades sense cap hortalissa, excepte els bitxos. En els concursos de xili se sol fer constar si s'hi poden afegir mongetes o no. Tanmateix, el xili que se serveix a la resta del país sol incloure mongetes, tant el xili casolà com la versió que es ven enllaunada. La qüestió de l'autenticitat del xili amb mongetes, per a les persones per a qui això és important, és discutible. És cert que en les receptes més velles que es coneixen no s'hi inclouen les mongetes, però pot ser que els texans més pobres fessin servir mongetes en comptes de carn o n'hi afegissin perquè el plat allargués més.
És habitual afegir tomàquets pelats –o salsa de tomàquet– a la base del xili i guisar-los amb la carn. Els detractors de l'ús del tomàquet insisteixen que la base del guisat no n'ha de contenir, però, a diferència de les mongetes, les variants sense tomàquet no s'associen amb zones geogràfiques concretes. La carn pot ser picada o tallada a trossos. Altres variants substitueixen la carn de porc (sovint xoriço mexicà) o la carn de pollastre per carn de bou; en aquest cas s'hi posen mongetes blanques per fer el white chili o xili blanc. També hi ha versions de xili vegetarià, que es preparen gairebé sempre amb mongetes i amb algun substitut de la carn, com, per exemple, productes de soia que imiten la carn o alguna verdura feculenta, o bé com una sopa de mongetes i bitxos.
Altres ingredients comuns, sovint ingredients "secrets", són el cafè, la xocolata, la mantega de cacauet, el vi, la cervesa, el whisky, el pa de figa, la banana i d'altres. A vegades, el xili s'espesseix amb farina o farina de blat de moro.

## Guarniment
El xili se serveix sovint guarnit amb formatge ratllat, ceba picada i crema agra. Com a acompanyament hi ha les tortillas, les xips de tortilla i pa fet amb farina de blat de moro. En algunes regions se serveix per sobre de la pasta o l'arròs.

## Plats fets amb xili
El xili se serveix sol o com a ingredient en altres plats.
- El chili dog consisteix en un entrepà de salsitxa de Frankfurt amb xili per sobre; la chili burger és una hamburguesa condimentada amb xili. La combinació de patates fregides amb xili i formatge ratllat es diu chili cheese fries. Normalment, tots tres es fan amb xili sense mongetes.
- El chili mac és xili amb macarrons i és un plat que se serveix a l'exèrcit nord-americà.
- Les patates al forn es poden farcir amb xili.